# 愛在暴風的日子
《愛在暴風的日子》，香港電視廣播有限公司懷舊愛情溫情電視劇，於1998年9月28日至1998年10月23日首播，共20集，監製王心慰。主要演員有黎美嫻、方中信、林文龍、魏駿傑、楊羚、夏韶聲等等。主題曲《火種》及插曲《撲火是我》是由夏韶聲主唱。

## 故事大綱
《愛在暴風的日子》以五十年代警隊龍蛇混雜的香港為背景，女主角一生遇上兩段刻骨銘心的愛情，劇情蕩氣回腸，扣人心弦！
孤女林青兒（黎美嫻）為救落難父親，受盡澳門探長洪坤（夏韶聲）與黑幫頭目雷金發（沈威）蹂躪，幸得好友張楚文（林文龍）冒死相救。二人偷渡至香港，楚文不幸被警方逮捕，青兒承諾等他出獄，怎知噩耗傳來，青兒接獲楚文在服刑期間的死訊，在悲痛之餘，青兒惟有獨自面對將來。
三年後，青兒與好友方月娥（楊羚）邂逅了廉潔正義的探長駱俊（方中信），駱俊鍾情於青兒，但二人間之感情波折重重。後駱俊接手調查連串殺人事件，並在過程中發現該殺手原來是楚文，青兒為救楚文，與駱俊起爭執，並欲與楚文遠走他鄉，然而青兒仍心繫駱俊，楚文知悉後大感失落，決意尋死，誘騙駱俊對其開槍，以結束痛苦的三角關係。
駱俊因有感於警界貪污受賄情況嚴重，與下屬周鐵柱（魏駿傑）合力打擊以洪坤為首的警界敗類，但洪坤陰險狡詐，屢次皆能化險為夷，勢力更逐漸坐大，因此署長決定成立反貪污特別小組，並指派駱俊及鐵柱專責處理，但就在此時，楚文的屍體被發現，駱俊自首，在種種證據皆對駱俊不利下，有人偷偷放走駱俊，但駱俊並未逃逸，反而選擇為理想而死，槍殺了洪坤，被判處環首死刑。
駱俊與青兒終於在獄中結婚，在駱俊行刑時，青兒亦選擇跟隨駱俊，在另一個空間，延續這份愛。

## 演員表

### 主要演員
| 角色   | 演員   | 背景 | 關係                                                |
| 林青兒 | 黎美嫻 | 澳門人，為救父而受洪坤及雷金發汙辱，被好友張楚文所救，後逃亡至香港 護士                                               | 張楚文前女友 駱俊女友，後為其妻 方月娥好友 林開之女 |
| 駱 俊  | 方中信 | 香港人，留學英國，家境優渥而廉潔正義，因有感於警界貪污受賄情況嚴重，與下屬周鐵柱合力打擊以洪坤為首的警界敗類 西環探長 | 林青兒男友，後為其夫 張楚文情敵                     |
| 張楚文 | 林文龍 | 澳門人，為救好友林青兒而被捕入獄，後被誣陷殺死監獄官而判處無期徒刑，移送至葡萄牙途中沉船失蹤 殺手                     | 林青兒前男友 駱俊情敵                               |
| 周鐵柱 | 魏駿傑 | 香港人，孤兒，廉潔正義，因有感於警界貪污受賄情況嚴重，與上司駱俊合力打擊以洪坤為首的警界敗類 西環警員                 | 方月娥男友，後為其夫 駱俊好友                       |
| 方月娥 | 楊 羚  | 香港人，刁蠻任性、不知民間疾苦的千金小姐，但本性善良、待人真誠，後與林青兒結為好友 護士                               | 周鐵柱女友，後為其妻 林青兒好友 方月嫦之妹          |
| 洪 坤  | 夏韶聲 | 澳門人，與雷金發合作，後受其提拔過江至香港 灣仔探長(又稱灣仔虎鯊) 總華探長                                            | 駱俊、周鐵柱敵人                                    |

### 其他演員
| 角色   | 演員   | 背景                                                                   | 關係                    |
| 雷金發 | 沈 威  | 澳門黑幫頭目，從事軍火買賣，提拔洪坤成為灣仔探長，後亦到香港與洪坤合作 | 雷金福之兄              |
|        | 陳展鵬 | 澳門黑幫助手，雷金發之手下                                             |                         |
| 方月嫦 | 馬海倫 | 護士長                                                                 | 方月娥之姊              |
| 駱俊母 | 梁舜燕 | 校長                                                                   | 駱俊之母                |
| 公 公  | 鮑 方  |                                                                        | 駱俊之外公              |
| 楚文母 | 譚倩紅 |                                                                        | 張楚文之母              |
| 林 開  | 劉 江  |                                                                        | 林青兒之父 雷金發之手下 |
| 長頭草 | 鄧汝超 | 西環警員                                                               | 駱俊之下屬              |
| 牛奶仔 | 張松枝 | 西環警員                                                               | 駱俊之下屬              |
| 王 卓  | 卓 凡  | 西環警員                                                               | 駱俊之下屬              |
| 官 仔  | 戴耀明 | 西環警員                                                               | 駱俊之下屬              |
| 灰 頭  | 河國榮 |                                                                        | 駱俊、洪坤之上司        |
| 車 頭  | 何浩源 | 灣仔警員                                                               | 洪坤之下屬              |
| 沙塵超 | 鄭家生 | 灣仔警員                                                               | 洪坤之下屬              |
| 草 龍  | 虞天偉 | 灣仔警員                                                               | 洪坤之下屬              |
| 標 仔  | 游 飈  | 灣仔警員                                                               | 洪坤之下屬              |
| 双 九  | 陸希揚 | 灣仔警員                                                               | 洪坤之下屬              |
| 雷金福 | 張鴻昌 | 澳門黑幫頭目之弟，於香港與雷金發合作從事軍火買賣                       | 雷金發之弟              |
| 阿 砲  | 梁少秋 |                                                                        | 雷金發之手下            |
| 陳 飛  | 王維德 | 西環之虎                                                               | 雷金福之手下            |
| 阿 麗  | 李桂英 | 舞女，林青兒初到香港時之恩人                                           | 林青兒之好友、室友      |
| 監獄長 | 艾 威  | 澳門監獄長                                                             | 張楚文之監獄長          |
| 榕 叔  | 鄭 雷  | 獨眼龍                                                                 | 林開之結拜兄弟          |